# Велике Руддилово
Велике Руддилово (рос. Большое Руддилово) — присілок у Кінгісеппському районі Ленінградської області Російської Федерації.
Населення становить 33 особи. Належить до муніципального утворення Котельське сільське поселення.

## Історія
Згідно із законом від 28 жовтня 2004 року № 81-оз належить до муніципального утворення Котельське сільське поселення.

## Населення
| 2007 | 2010 | 2017 |
| ---- | ---- | ---- |
| 16   | ↗22  | ↗33  |